# 말띠 여대생
"말띠 여대생"은 대한민국에서 제작된 이형표 감독의 1963년 영화이다. 강신성일 등이 주연으로 출연하였고 백완 등이 제작에 참여하였다.

## 출연

### 주연
- 강신성일
- 엄앵란
- 최지희
- 남미리

## 기타
- 조명: 박응선
- 미술: 박석인